# ديوغو مونيز
ديوغو مونيز هو لاعب كرة قدم برتغالي في مركز الدفاع، ولد في 24 يناير 1993 في Povoação, Azores ‏ في البرتغال. لعب مع S.C. Praiense ‏.

## وصلات خارجية
- ديوغو مونيز على موقع قاعدة بيانات كرة القدم.إي يو (الإنجليزية)